# NGC 6269
NGC 6269 est une vaste et lointaine galaxie elliptique située dans la constellation d'Hercule. Sa vitesse par rapport au fond diffus cosmologique est de 10 432 ± 13 km/s, ce qui correspond à une distance de Hubble de 153,9 ± 10,8 Mpc (∼502 millions d'al). NGC 6269 a été découverte par l'astronome allemand Albert Marth en 1864.
À ce jour, trois mesures non basées sur le décalage vers le rouge (redshift) donnent une distance de 117,333 ± 12,583 Mpc (∼383 millions d'al), ce qui est nettement à l'extérieur des valeurs de la distance de Hubble. Notons cependant que c'est avec la valeur moyenne des mesures indépendantes, lorsqu'elles existent, que la base de données NASA/IPAC calcule le diamètre d'une galaxie et qu'en conséquence le diamètre de NGC 6267 pourrait être d'environ 93,5 kpc (∼305 000 al) si on utilisait la distance de Hubble pour le calculer.